# Елек
Елек (угор. Elek; рум. Aletea) — місто в медьє Бекеш, на південному сході Угорщини. Розташоване на кордоні з Румунією, за 25 км від адміністративного центру медьє — міста Бекешчаба. Місто займає площу 54,94 км².

## Історія
Елек, вперше згадується в історичних джерелах в 1232 році. В 1739 році в місті бушувала епідемія чуми.

## Населення
Населення за даними на 2010 рік становить 4985 осіб. За даними минулого перепису 2001 року населення міста налічувало 5531 чоловік. За даними того ж перепису 84% населення Елека представлено угорцями; 8% — румунами; 4% — циганами і 4% — німцями.
Динаміка чисельності населення:
| 1851 | 1910 | 1940 | 1983 | 1990 | 2001 | 2010 |
| ---- | ---- | ---- | ---- | ---- | ---- | ---- |
| 3090 | 7261 | 9327 | 5839 | 5582 | 5531 | 4985 |

## Міста побратими
- Герольцхофен, Німеччина (1990)
- Алерхайм, Німеччина (1992)
- Лаймен, Німеччина (1992)
- Вельке Капушани, Словаччина (1996)
- Себіш, Румунія (1992)